# Liste der Monuments historiques in Gigney
Die Liste der Monuments historiques in Gigney führt die Monuments historiques in der französischen Gemeinde Gigney auf.

## Liste der Immobilien
| Bezeichnung    | Beschreibung           | Standort                | Kennzeichnung | Schutzstatus | Datum | Bild           |
| -------------- | ---------------------- | ----------------------- | ------------- | ------------ | ----- | -------------- |
| Friedhofskreuz | Stein, 17. Jahrhundert | auf dem Friedhof (Lage) | PA00107176    | Classé       | 1908  | weitere Bilder |

## Liste der Objekte
| Bezeichnung     | Beschreibung | Standort                       | Kennzeichnung | Schutzstatus | Datum | Bild |
| --------------- | --- | ------------------------------ | ------------- | ------------ | ----- | ---- |
| Kelch           | Silber, vergoldet, 18. Jahrhundert | in der Kirche St-Médard (Lage) | PM88000394    | Classé       | 1971  |      |
| Rosenkranzaltar | linker Seitenaltar; Holz, farbig gefasst und vergoldet, sowie Ölfarbe auf Leinwand, 18. Jahrhundert                                   | in der Kirche St-Médard (Lage) | PM88000392    | Classé       | 1980  |      |
| Kruzifix        | Holz, farbig gefasst, zweite Hälfte des 18. Jahrhunderts                                                                              | in der Kirche St-Médard (Lage) | PM88000396    | Classé       | 1980  |      |
| Altar           | ehemaliger Hauptaltar; Altartisch, Tabernakel und Exposition; Holz, farbig gefasst und vergoldet, 18. Jahrhundert                     | in der Kirche St-Médard (Lage) | PM88000391    | Classé       | 1980  |      |
| Kasel           | Stoff, Anfang des 18. Jahrhunderts | in der Kirche St-Médard (Lage) | PM88000395    | Classé       | 1971  |      |
| Pietà           | Stein, farbig gefasst, Anfang des 16. Jahrhunderts                                                                                    | in der Kirche St-Médard (Lage) | PM88000390    | Classé       | 1964  |      |
| Nikolausaltar   | rechter Seitenaltar; Altartisch, Retabel und Gemälde; Holz, farbig gefasst und vergoldet, sowie Ölfarbe auf Leinwand, 18. Jahrhundert | in der Kirche St-Médard (Lage) | PM88000393    | Classé       | 1980  |      |